# Vila Emo
Villa Emo je ena izmed številnih stvaritev, ki si jih je zamislil italijanski renesančni arhitekt Andrea Palladio. To je patricijska vila, ki stoji v deželi Benečiji v severni Italiji, blizu vasi Fanzolo di Vedelago v  Trevisu. Naročnik te vile je bil Leonardo Emo in je ostala v rokah družine Emo, dokler ni bila leta 2004 prodana. Od leta 1996 je uvrščena na seznam kot del Unescove svetovne dediščine "Mesto Vicenza in Palladijeve vile v Benečiji".

## Zgodovina
Arhitekturna slava Andrea Palladija velja za številne vile, ki jih je zasnoval. Zgradba vile Emo je bila vrhunec dolgotrajnega projekta patricijske družine Emo iz Beneške republike za razvoj svojih posesti v Fanzolu. Leta 1509, čas poraza Benetk v vojni Cambraiške lige, je bilo posestvo, na katerem naj bi bila zgrajena vila, kupljeno od družine Barbarigo. Leonardo di Giovannia Emo je bil znan beneški aristokrat. Rodil se je leta 1538, posestvo Fanzolo pa je podedoval leta 1549. Ta nepremičnina je bila namenjena kmetijskim dejavnostim, od katerih je družina uspevala. Osrednji interes družine Emo je bil najprej obdelava njihove novo pridobljene zemlje. Šele ko sta minili dve generaciji, je Leonardo Emo naročil Palladiu, da zgradi novo vilo v Fanzolu.
Zgodovinarji žal nimajo trdne kronologije datumov pri načrtovanju, gradnji ali začetku gradnje nove stavbe: po ocenah naj bi bila leta 1555 ali 1558 stavba zasnovana, medtem ko naj bi se gradnja začela med letoma 1558 in 1561. Ni dokazov, da je bila vila zgrajena do leta 1549: vendar je dokumentirano, da je bila zgrajena do leta 1561. V 1560-ih je bila dodana notranja oprema in kapele leta 1567 posvečenje. Datum zaključka je 1565; dokument, ki priča o poroki Leonarda di Alviseja s Cornelijo Grimani, je iz tega leta. Arhitekt Francesco Muttoni je leta 1744 delno spremenil vilo Emo. Loki znotraj obeh kril, ki so bili blizu osrednje stavbe, so bili zaprti in ustvarjena dodatna stanovanjska območja. Stropi so bili spremenjeni v letih 1937–1940. Vilo in okoliško posestvo je leta 2004 kupila ustanova in opravila nadaljnje obnove.
Vila je v središču obsežnega območja, ki ima centurijacijo ali zemljiško delitev (antična tehnika katastrske delitve kmetijskega zemljišča) in se razteza proti severu. Pokrajina Fanzolo ima neprekinjeno zgodovino že od rimskih časov in se domneva, da postavitev vile odraža ravne črte rimskih cest.

## Arhitektura
Vila Emo je bila produkt kasnejšega obdobja paladijevske arhitekture. Je ena najbolj izpopolnjenih paladijevskih vil, ki kaže na prednosti 20 letnih Palladijevih izkušenj v domači arhitekturi. Hvalili so ga zaradi preprostih matematičnih razmerij, izraženih v njegovih razmerjih, tako v višini kot v dimenzijah prostorov. Palladio je z matematiko ustvaril idealno vilo. Ta harmonična razmerja so bila formulacija Palladijeve teorije oblikovanja. Menil je, da lepota arhitekture ni v uporabi redov (slogov) in okraskov, temveč v arhitekturi brez okrasja, ki bi lahko bila še vedno navdušujoča, če bi vključili estetsko prijetne dele. Leta 1570 je Palladio v svoji razpravi I quattro libri dell'architettura objavil načrt vile. V nasprotju z nekaterimi drugimi načrti, ki jih je vključil v to delo, načrt Ville Emo skoraj natančno ustreza zgrajenemu. Njegova klasična arhitektura je prestala preizkušnjo časa, oblikovalci pa pri Palladiu še vedno iščejo navdih.
Postavitev vile in njenega posestva je strateško vzdolž že obstoječega rimskega mrežnega načrta. Obstaja dolga pravokotna os, ki poteka čez posestvo v smeri sever-jug. Polja poljščin in drevesnice so bile postavljene in razporejene vzdolž dolge osi, tako kot vila sama.
Zunanji videz vile Emo zaznamuje preprosta obdelava celotnega telesa stavbe, katere zgradbo določa geometrijski ritem. Konstrukcija je sestavljena iz ometane opeke, vidnih lesenih tramov, ki jih vidimo v prostorih piano nobile in kasetiranih lesenih stropov, kot je ta znotraj lože. Osrednja stavba je skoraj kvadratno stanovanjsko območje. Bivalni prostori so dvignjeni nad tlemi, tako kot pri vseh drugih Palladijevih vilah. Namesto običajnega stopnišča, ki gre do glavnih vhodnih vrat, ima stavba klančino z blagim naklonom, ki je široka kot pronaos. To razkriva kmetijsko tradicijo tega kompleksa. Klančina, novost v paladijskih vilah, je bila potrebna za prevoz do kašč s samokolnicami, naloženimi z živilskimi proizvodi in drugim blagom. Široka klančina vodi do lože, ki ima obliko stolpnega portika, kronanega s trikotnim čelom - templjem, ki ga je Palladio prenašal v posvetne stavbe. Tako kot v primeru vile Badoer tudi loža ne izstopa iz jedra stavbe kot vhodna dvorana, temveč se vanjo umakne. Poudarek enostavnosti se razteza na stebrni red stebrov lože, za katerega je Palladio izbral izredno preprost toskanski slog. Navadna okna krasijo tako pisno nobile kot tudi podstrešje.
Osrednjo stavbo vile uokvirjata dve simetrični dolgi, kolonadasti krili ali barchesse, v katerih so bili prvotno kmetijski objekti, kot so kašče, kleti in druga servisna območja. To je bila delujoča vila, kot je Vila Badoer in številni drugi Palladijevi modeli. Obe krili se končata z visokima stolpoma - golobnjakoma, ki sta stavbi, v katerih so luknje za udomačene golobe. Arkada na krilih je obrnjena proti vrtu, sestavljena iz stebrov, ki imajo pravokotne bloke za baze in kapitele. Zahodna barchesse vsebuje tudi kapelo. Krili se združita z osrednjo rezidenco in tvorijo eno arhitekturno enoto. Ta tipološki format vile-kmetije je izumil Palladio, najdemo pa jo v Vili Barbaro in Vili Baroer.
Andrea Palladio v svoji razpravi poudarja koristnost postavitve. Poudarja, da bi bilo do zalog žita in delovnih površin mogoče priti pod krinko, kar je bilo še posebej pomembno. Prav tako je bilo treba, da je velikost vile Emo ustrezala donosom, dobljenim z dobrim upravljanjem. Ti donosi naj bi bili v resnici precejšnji, saj so stranska krila stavbe nenavadno dolga, kar je viden simbol blaginje. Družina Emo je na svojem posestvu predstavila gojenje koruze (rastlina, takrat še vedno nova v Evropi, je upodobljena na eni od Zelottijevih fresk). V nasprotju s tradicionalnim gojenjem prosa so lahko dosegli znatno večji donos koruze. Ni jasno, ali je dolg dostop iz velikih kvadratnih tlakovcev, ki vodi do sprednje strani hiše, služil praktičnemu namenu. Zdi se, da gre za prostor za mlatev 15. stoletja. Vendar je Palladio svetoval, da se mlatenje ne sme izvajati v bližini hiše.

## Freske
Zunanjost je preprosta, brez kakršne koli dekoracije. Nasprotno pa je notranjost bogato okrašena s freskami veronskega slikarja Giovannija Battiste Zelottija, ki je delal tudi na vili Foscari in drugih Palladijevih vilah. Glavna serija fresk v vili je združena na območju s prizori, na katerih je predstavljena Venera, boginja ljubezni. Zdi se, da je Zelotti delo na freskah zaključil do leta 1566.
V loži so freske upodobitve Kalisto, Jupitra, Jupitra v preobleki Diane in Kalisto, ki se je pri Junoni spremenil v medveda. Velika soba je napolnjena s freskami, postavljenimi med korintske stebre, ki se dvigajo iz visokih podstavkov. Dogodki na freskah so osredotočeni na humanistične ideale in rimsko zgodovino, ki se sklicuje na zakonske vrline. Zgledni prizori vključujejo vrline, upodobljene v prizoru iz življenja Scipiona Afriškega. Na levi steni je prizor Sciopion vrne deklico, zaročeno z Alucijem, na desni pa prizor Ubijanje Virginije. Strani teh fresk imajo lažne niše, ki jih sestavljajo enobarvne figure: Jupiter, ki drži baklo, Junona in pav, Neptun z delfinom in Kibela z levinjo. Te figure predstavljajo štiri naravne elemente (ogenj, zrak, voda, zemlja). Stranske stene vsebujejo ogromne zapornike, ki izhajajo iz lažnega arhitekturnega okvira. Na južni steni velike dvorane proti veži je lažno zlomljen pediment, ki se pojavi nad pravim vhodnim lokom. Ogledate si lahko fresko dveh ženskih figur Razumnost z ogledalom in Mir z oljčno vejico. Severna stena v središču zgornjega dela stavbe vsebuje grb družine Emo. Izrezljan in pozlačen les, obdan s Trompe l'oeil venci in girlandami.
Levo od osrednje sobe je Herkulova soba. Vsebuje epizode, ki se nanašajo predvsem na mitološkega junaka. Namen je bil poudariti zmago vrlin in razuma nad pregrehami. Freske so vstavljene v okvir lažnih jonskih stebrov. Vzhodna stena vsebuje prizor, kako je Herkul objel Dejaniro, Herkul vrže Lihasa v morje in Herkulova slava v središču. Zahodna stena je Herkul na grmadi, postavljena znotraj lažnih lokov. Na južni steni je plošča nad vrati, ki prikazuje sceno Noli me Tangere ('Ne dotikaj se me').
Desno od osrednje sobe je Venerina soba. V tej so epizode, ki se nanašajo na boginjo ljubezni. Na zahodni steni znotraj lažnih lokov so prizori Venere, ki odvrača Adonisa od lova in Venera pomaga ranjenemu Adonisu. Na freski na vzhodni steni je Venera, ranjena z ljubeznijo. Na južni steni nad vrati, freska prikazuje Spokornega sv. Hieronima.
Abstinenca Scipiona se pogosto pojavlja v ciklih fresk beneških vil. Na primer, Villa la Porto Colleoni v Thieneu in Villa Cordellina v Montecchio Maggioreju, zgrajeni skoraj 200 let kasneje, prav tako uporabljata to podobo, ki spodbuja ideale, ki so bili v 15. in 16. stoletju posledica ponovne razprave o pokvarjenosti mesta življenje, za razliko od miru, obilja in svobode umetniške misli, povezane z obstojem podeželja. Zato se druga soba v vili imenuje Soba umetnosti, na kateri so freske z alegorijami posameznih umetnosti, kot so astronomija, poezija ali glasba. Med številnimi freskami so upodobitve različnih cvetov in sadja, vključno s koruzo, ki so jo pred malo prej vnesli v Padsko nižino. Številne freske so predstavljene v lažni arhitekturi, kot so stebri, oboki in arhitekturni okvir.

## V popularni kulturi
V 1990-ih je bila Vila Emo predstavljena v Vodiču po zgodovinskih domovih: V iskanju Palladia , delna šesturna produkcija Boba Vile za A&E Network.
Film iz leta 2002 Ripley's Game je kot lokacijo uporabil Villa Emo.

## Sources
- The City of Vicena and The Palladian Villas in the Veneto: A Guide to the Unesco Site. Italy: The Unesco Office of the Municipality of the City of Vicenza. 2009. str. 186–191.
- Wassell, Stephen R. (Fall 2018). »Andrea Palladio (1508-1580)«. Nexus Network Journal: 213–222.
- Beltramini, Guido (2008). Palladio. Italy. str. 100–108, 258–322. ISBN 978-1-905711-24-6.
- Boucher, Bruce (1998) [1994]. Andrea Palladio:  The Architect in his Time (revised izd.). New York: Abbeville Press.
- Rybczynski, Witold (2002). 'The Perfect House: A Journey with Renaissance Master Andrea Palladio. New York: Scribner.
- Wundram, Manfred (1993). Andrea Palladio 1508-1580, Architect between the Renaissance and Baroque. Cologne: Taschen. ISBN 3-8228-0271-9.